# TAKI 183

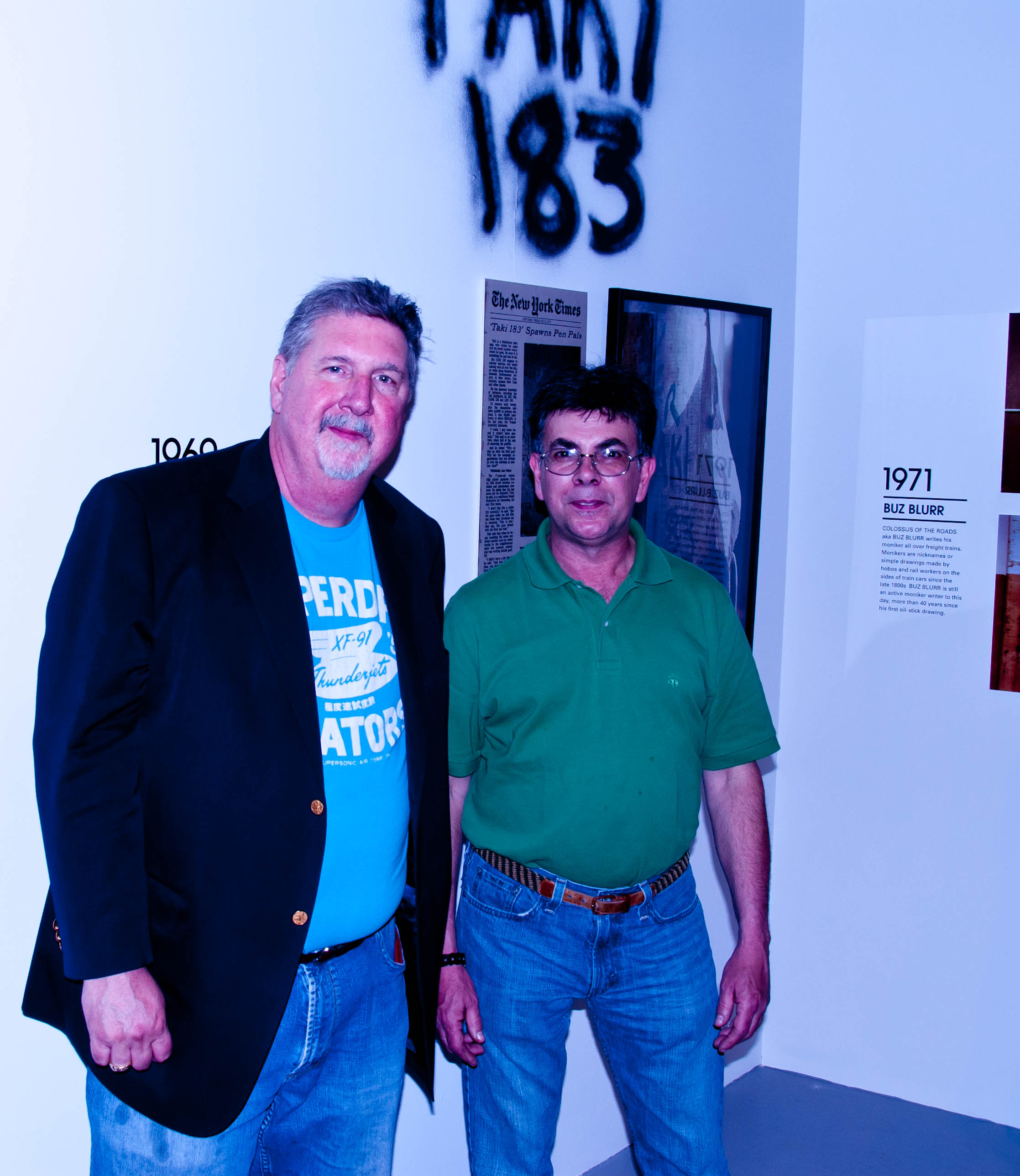
Taki 183 (rechts) bei einer Galerie-Ausstellung

TAKI 183 (* 1953 oder 1954) gilt als ein Pionier des urbanen Graffiti-Writing.
Der in New York lebende Grieche begann in den späten 1960er Jahren seinen Spitznamen Taki (Verniedlichung von Dimitrios oder Dimitraki; Taki) an Wände zu schreiben, während er als Bote tätig war. Die 183 kam von seiner Adresse 183rd Street, Washington Heights, Manhattan.
Die New York Times veröffentlichte am 21. Juli 1971 auf Seite 37 einen Artikel über den 17-Jährigen, der hinter der Kritzelei „Taki 183“ stand, die an vielen Wänden der Stadt zu lesen war und eine Kettenreaktion ausgelöst hatte. Bereits vor Erscheinen des Artikels wurde diese als Aufforderung verstanden, die Wände der Stadt mit Tags zu versehen, die aus dem Spitznamen + einer Zahl x bestanden. Nach Aussage von Taki 183 in dem Artikel war Julio 204 bereits vor TAKI 183 aktiv, wurde aber verhaftet und gestoppt. Heute wird spekuliert, dass Julio 204 aufgrund der geringen Aktivität, ausschließlich in seiner unmittelbaren Wohngegend, nicht diesen Bekanntheitsgrad erlangte.
Bis in die 1970er Jahre gab es fast keine Graffiti in New York, weder in der U-Bahn noch in den Straßen. Dies hatte sich seit TAKI 183 grundlegend verändert. Du musst kein großartiger Athlet oder ein gut gelehrter Schüler, Du kannst ein großartiger Writer sein und jeder wird es mitbekommen, Dich kennen und darüber sprechen. beschrieb er die Motivation. Je mehr Nachahmer die Idee fand, desto mehr schwand jedoch dieser Effekt. Taki selbst war auch schon an zahlreichen Orten präsent. Diese Sättigung veranlasste TAKI 183, seine Tätigkeit Ende der 1980er Jahre einzustellen.